# ひげ丸
『ひげ丸』は、1984年9月に稼働したカプコンのアーケード用アクションゲームである。
カプコン初の固定画面ゲーム。制作はカプコン開発部で、ゲームデザインは藤原得郎、音楽は「ソンソン」の河本圭代が担当した。カプコンのアーケードゲームで唯一、アタリフォントを使用。

## ゲームのルール
8方向レバー、1ボタンで主人公の水兵「モモタルー」を操作する。ボタンでステージに設置してある樽などを持ち、さらにボタンを押すと前方に転がし、敵の海賊にぶつけて倒すことができる。船長にぶつけると高得点であり、船長は倒しても蘇る。樽は壁や物に当たると壊れるが、それ以外の物は壊れないので何度も使える。1度に複数の敵を倒すと高得点。決められた数の敵を倒すとステージクリア。敵に触れるとミスとなり、残りプレイヤーをすべて失うとゲームオーバー。

## 隠しフィーチャーなど
- 特定の面の初めに特定の場所にある物を持つと、その下から隠れキャラクターが出現する。それらを取ると得点またはエクステンドとなるが、隠れキャラクターを出す前に他の物を持ってしまうと、ミスして再スタートとならない限りはその面では隠れキャラクターは出なくなる。逆にミスで再スタートした後でも条件が合っていれば何回でも出る。隠れキャラクターの場所は面によって決まっている。
- このゲームは標準設定で50,000点エブリエクステンドなので、隠れキャラクターの金の鳥（50,000点）を取ってからミスを繰り返すと永久パターンになる。

## 収録作品
カプコンジェネレーション 〜第3集 ここに歴史始まる〜
PlayStation、セガサターン版が1998年10月15日に発売。
カプコン クラシックス コレクション
PlayStation 2版が2006年3月2日に、PlayStation Portable版が2006年9月7日に発売。
カプコンアーケードスタジアム
Nintendo Switch版が2021年2月18日に、PlayStation 4、Xbox One、PC(Steam)版が2021年5月25日に発売。

## 関連作品
- 魔界島 七つの島大冒険 - 本作のシステムを元にしたファミリーコンピュータ用ゲーム。1987年4月14日発売。
- NAMCO x CAPCOM - 登場キャラクターの中の「シルフィー」が、本作の名前の攻撃（樽を投げつける）を使用する。